# Villarios
Villarios è una frazione di 476 abitanti del comune di Giba (in provincia del Sulcis Iglesiente), da cui è distante 5 km ad ovest.

## Storia

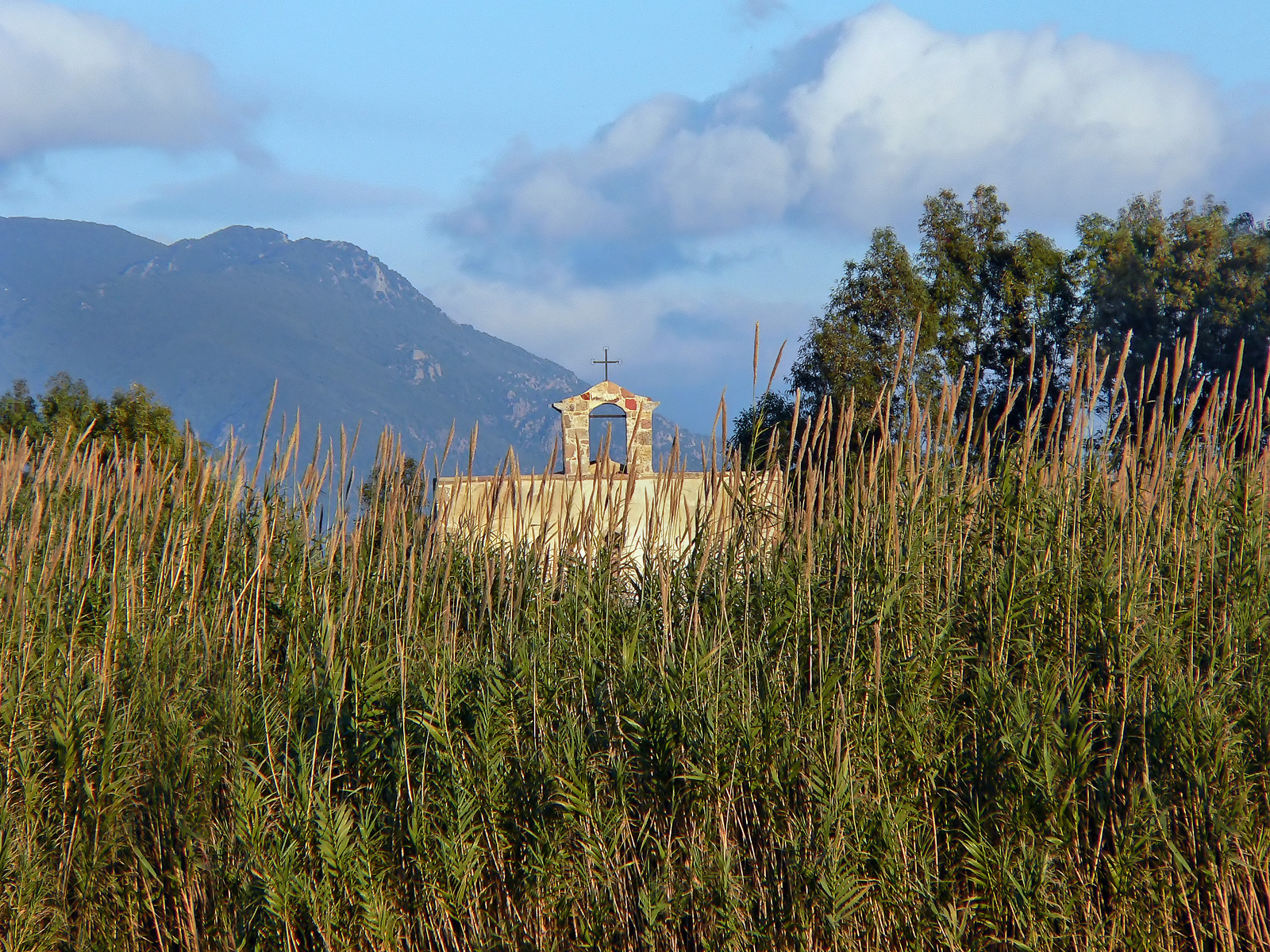
La piccola chiesa di Santa Marta (XI secolo) segna il sito dell'antico abitato di Villarios.

### Il paese antico
Già bidda (paese) del Giudicato di Cagliari, sede di marchesato in epoca spagnola, e sede di municipio del Regno d'Italia, del paese antico è rimasto ben poco dopo che per motivi di sicurezza, eseguito il trasloco degli abitanti nel nuovo borgo, si dovette procedere alla demolizione dell'abitato oramai gravemente compromesso dalle infiltrazioni d'acqua.
Tra i pochissimi edifici superstiti certamente i più importanti sono la medievale  chiesa di Santa Marta (XI secolo)  e la diruta  torre di avvistamento antibarbaresca costruita nel periodo della dominazione spagnola della Sardegna.
L'antico abitato di  Villarios, sorto nelle vicinanze di un insediamento nuragico, si sviluppava nell'area compresa tra questi due monumenti; ancora oggi (anno 2014) nelle vicinanze della torre d'avvistamento sono presenti esempi interessanti di forno sardo tradizionale e di casa a corte con la caratteristica lolla (porticato coperto).

### Il paese nuovo

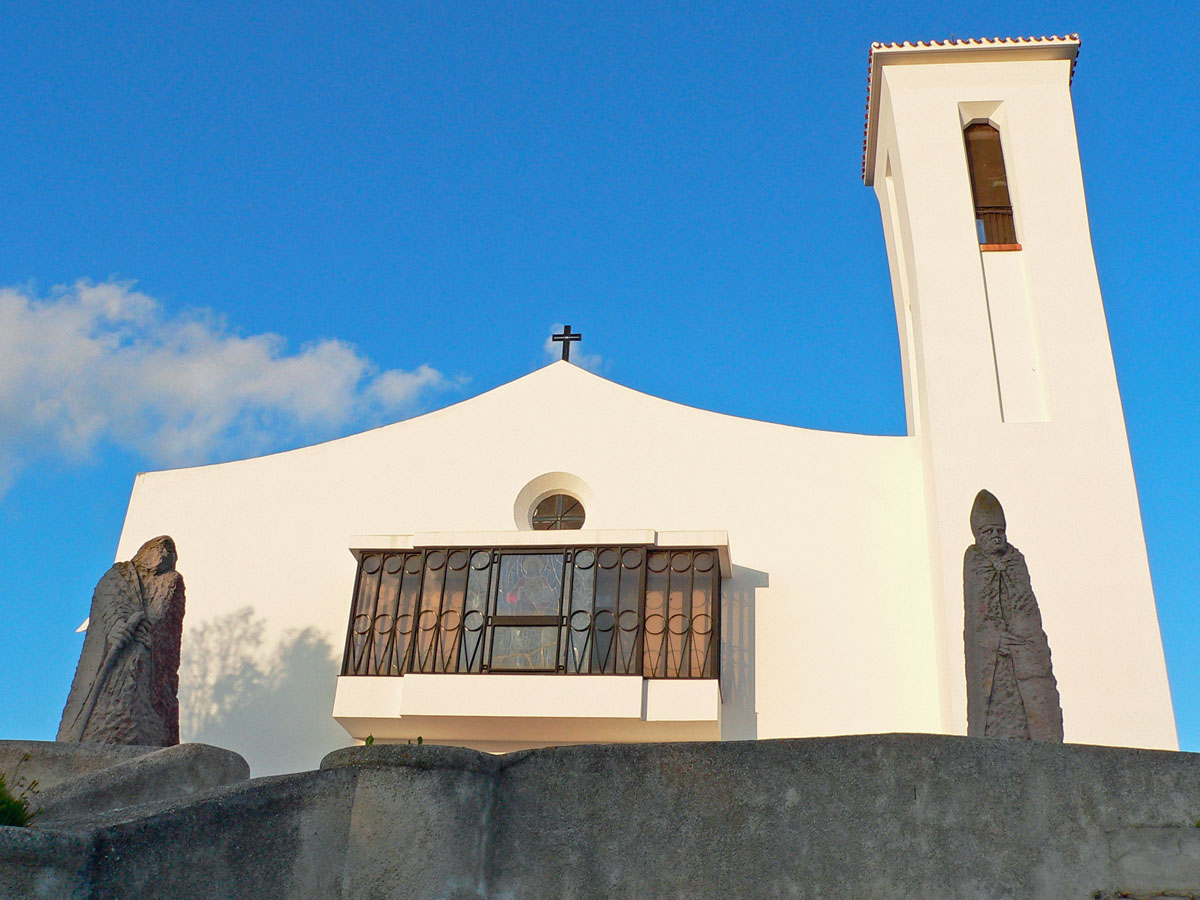
La chiesa parrocchiale di San Giuseppe

L'odierno abitato di  Villarios sorge a 56 m s.l.m. su una collina da cui si domina il golfo di Palmas.
È uno dei villaggi pianificati costruiti nel Basso Sulcis alla fine degli anni cinquanta per riparare ai danni provocati dalla messa in esercizio del bacino artificiale creato con la diga di Monte Pranu, le cui infiltrazioni d'acqua avevano definitivamente compromesso gli edifici e le abitazioni del paese antico di Villarios come pure quelli di Palmas e di Tratalias situati a valle dell'invaso.

## Monumenti e luoghi d'interesse
La  chiesa di Santa Marta (facente parte della diocesi sulcitana) è attestata sin dall'anno 1066 quando con altre chiese sulcitane fu oggetto di donazione all'abbazia di Montecassino da parte del giudice cagliaritano Orzocco Torchitorio I intenzionato ad introdurre anche nel Giudicato di Cagliari le nuove tecniche agricole già in uso nella penisola italiana.
Ormai divenuto luogo di culto campestre questo semplice edificio, costituito dalla sola aula di preghiera costruita con rozzi conci di pietra, priva di abside e con tetto a doppio spiovente, è comunque ascrivibile allo stile romanico.
Sulla facciata pressoché quadrata, sormontata da un grazioso campanile a vela, spiccano un monogramma grafito che si ritiene indichi la proprietà benedettina della chiesa, e due coppie di protomi umane scolpite nei capitelli che sostengono l'architrave del portone d'ingresso.
La  torre di avvistamento antibarbaresca risale al XVI secolo e fu costruita, insolitamente distante dalla costa, per sorvegliare i facili approdi del Golfo di Palmas nell'ambito del più ampio sistema difensivo costiero della Sardegna spagnola che periodicamente era soggetta agli assalti ed alle razzie della  corsareria magrebina.

## Società

### Tradizione e folclore

#### Le feste
Nella frazione di Villarios si festeggiano:
- il 19 marzo san Giuseppe patrono, nel borgo nuovo presso la moderna chiesa parrocchiale a lui dedicata;
- il 29 luglio santa Marta, presso l'antica chiesa campestre.

## Economia

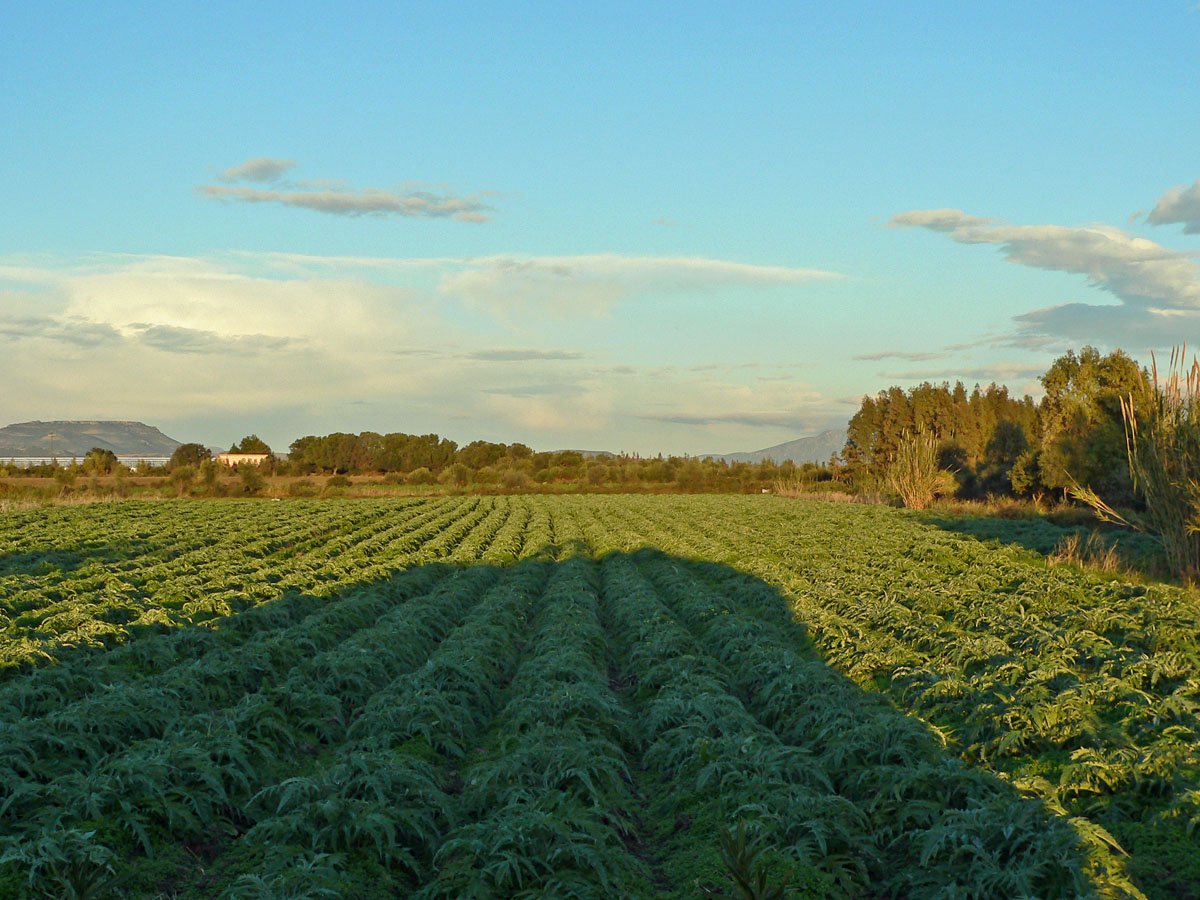
Una carciofaia. La produzione di carciofi è tra quelle caratteristiche del borgo e dei suoi dintorni

Le attività economiche sono legate all'agricoltura, alla pastorizia, all'artigianato (con usi, consuetudini e tipologie tipiche di queste tradizionali attività) e alle nuove iniziative turistiche e ricettive.
Tra le colture agricole spiccano la vite (con i bei vigneti che disegnano i fianchi dell'altura del nuovo borgo) ed il carciofo le cui produzioni caratterizzano la piana prospiciente il mare.